# Juul Hondius
Juul Hondius (Ens, Flevoland, Països Baixos, 1970) és un fotògraf, actualment viu a Amsterdam.
Va estudiar fotografia a la Reial Acadèmia de les Arts de la Haia. La seva obra s'inspira en imatges dels mitjans de comunicació, sobretot en aquelles imatges relacionades amb la mobilitat i les fronteres, basant-se en clixés preestablerts com la immigració il·legal, el contraban, la pobresa i les guerres civils. Tot i semblar fotografies preses en moments de conflicte, es tracta de recreacions de la realitat.

## Exposicions rellevants
- Kunsthalle de Düsseldorf, Alemanya, 2011;
- Kunsthalle de Mannheim, Mannheim Fotofestival / Heidelberg / Ludwigshafen, Mannheim, 2009
- Platform Garanti CAC, TR Istanbul, 2007
- Centraal Museum, Utrecht, Països Baixos, 2007
- Stedelijk Museum Het Prinsenhof, Delft, NL, 2007
- Museu Stedelijk d'Amsterdam, NL, 2006
- Leeds City Art Gallery, Leeds, Regne Unit, 2006
- Institut d'Art de Chicago, EUA, 2005
- You're not alone, Fundació Joan Miró, Barcelona, 2011.[1]